# L'Art de la Guerra

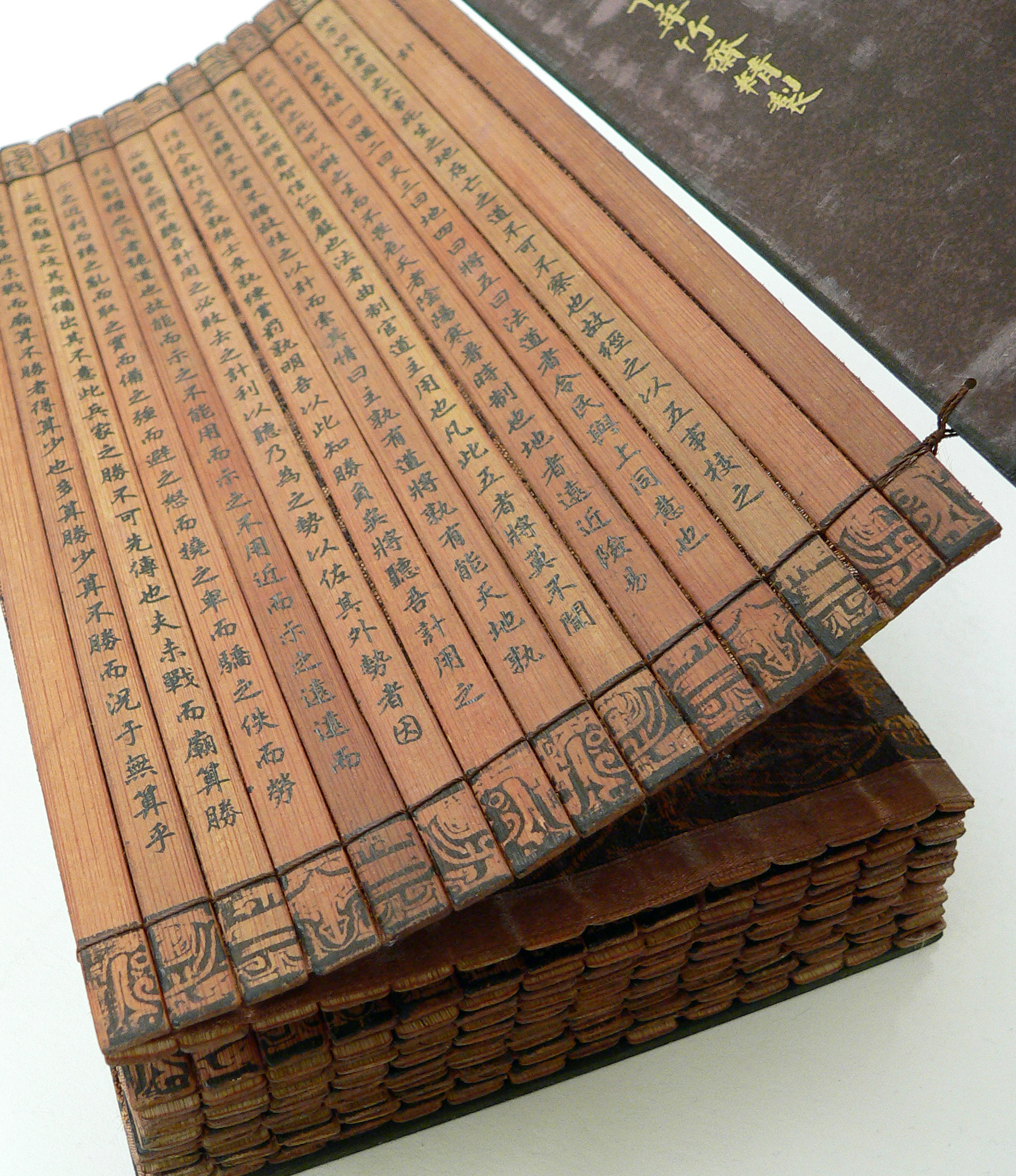
Exemplar xinès en bambú de L'art de la guerra de Sunzi

L'Art de la guerra o Els tretze capítols (Xinès tradicional: 孫子兵法, Xinès simplificat: 孙子兵法, pinyin: Sūnzi bīngfǎ, literalment: "Estratègia militar del Mestre Sun") és un llibre xinès clàssic que tracta sobre tàctiques i estratègies militars. És l'obra del pensador Sunzi (544 aC - 496 aC). Se suposa que va ser escrit i compilat cap a l'any 500 abans de la nostra era, a finals del Període de Primavera i Tardor o a principis del Període dels Regnes Combatents. És el tractat militar més antic que es coneix.
El llibre és dividit en 13 capítols, cada un dels quals està dedicat a un aspecte de la guerra. Es coneix comunament com l'obra definitiva sobre estratègia militar i tàctica del seu temps. Ha estat el més famós i influent dels Set Clàssics Militars de la Xina. «Durant els últims dos mil anys resta el tractat militar més important a Àsia, on fins i tot la gent del poble el coneixia pel seu nom.» Ahir com avui és estudiat per molts estrategs militars. Continua a tenir un paper en l'ensenyament perquè els principis ser aplicats en altres àrees més enllà dels conflictes armats.
N'existeixen diverses traduccions modernes, les més recents de les quals són les publicades per Edicions de l’Abadia de Montserrat (2019, traducció del xinès al català per Seán Golden i Marisa Presas) i per José J. de Olañeta (2019, traducció de la versió francesa del segle xviii al català per Esteve Serra).

## Orígens
El manuscrit va ser compilat en tretze toms per Sun Wu, un dels deixebles de Sunzi, i finalment el text que es coneix avui fou escrit per Sun Bin, un descendent de Sun Wu.
L'obra mostra la intel·ligència i la frescor dels assajos de Sunzi. Hi explica amb detall els preparatius previs a la guerra: estratègies d'engany, disposició de les tropes en el camp de batalla, armament necessari, carros de combat, etc. La idea principal és mostrar com vèncer a l'enemic sense un enfrontament real: simplement imposant una moral dominant, infonent la por a l'enemic per a així poder vèncer sense arribar a la batalla.
En temps recents, el llibre va servir com guia en programes de management dedicats a la gestió de conflictes i la cultura corporativa. Nombrosos homes de negocis diuen haver trobat maneres de resoldre els seus conflictes en les estratègies i tàctiques descrites per Sunzi.

## Temes
Sun Tzu va considerar la guerra com un mal necessari que s'ha d'evitar sempre que sigui possible. Segons ell la guerra ha de ser combatuda amb rapidesa per evitar pèrdues econòmiques: "Mai cap guerra llarga va beneficiar cap país: 100 victòries en 100 batalles és quelcom simplement ridícul. Qualsevol persona que es destaca en la derrota dels seus enemics triomfa abans que l'amenaça del seu enemic es faci realitat.". Segons el llibre, cal evitar les matances i atrocitats, perquè això pot provocar resistència i possiblement pot permetre que un enemic capgiri la guerra a favor seu. Pel vencedor, "la millor política és capturar l'estat intacte, solament ha de ser destruït si no hi ha altres opcions disponibles".
Sun Tzu va emfatitzar la importància del posicionament en l'estratègia militar. La decisió de posicionar un exèrcit s'ha de basar en dues condicions objectives, en l'entorn físic i les creences subjectives dels altres actors amb competència en aquest entorn. Va pensar que l'estratègia no era planejar en el sentit de treballar a través d'una llista establerta, sinó que exigeix respostes ràpides i adequades a les condicions canviants. No planejar en un entorn controlat, sinó en un entorn canviant on els plans que competeixen xoquen, creant situacions inesperades.

## Els tretze capítols deL'Art de la guerra
1. Els càlculs preliminars: explora els cinc factors fonamentals (la Forma, estacions, terreny, lideratge i gestió) i els set elements que determinen el desenllaç d'accions militars. Pensant, avaluant i comparant aquests punts, un comandant pot calcular les seves probabilitats de victòria. La desviació d'aquests càlculs pot donar lloc al fracàs a conseqüència de l'ús d'accions incorrectes. El text planteja que la guerra és una qüestió molt important per a les nacions i que no es pot portar a terme sense considerar a fons tots els factors.
2. La conducció de la guerra: explica com entendre l'economia de la guerra i com l'èxit requereix guanys decisius de forma ràpida. Aquesta secció explica que l'èxit en campanyes militars requereix limitar el cost del conflicte.
3. La planificació de les ofensives: defineix que la unitat és l'origen de la força i no pas la mida i llista els cinc principals factors que són necessaris per excel·lir en qualsevol guerra. En ordre d'importància aquests factors són: Atac, Estratègia, Aliances, Exèrcit i Ciutats.
4. Disposició de les forces: Explica la importància de defensar les posicions existents fins que un comandant sigui capaç d'avançar de manera segura d'aquestes posicions. Ensenya als comandants la importància de reconèixer oportunitats estratègiques i ensenya a no donar ocasions a l'enemic.
5. La potència: Explica l'ús de la creativitat i el temps a l'hora de donar força en un exèrcit.
6. Punts febles i punts forts: Explica com les oportunitats per un exèrcit provenen d'esquerdes en l'entorn causades per febleses relatives de l'enemic en una zona donada.
7. Les maniobres: Explica els perills del conflicte directe i com guanyar aquestes confrontacions quan aquestes són forçades pels comandaments.
8. Les nou variables: Se centra en les necessitats de flexibilitat en la resposta de l'exèrcit. Explica com respondre a les circumstàncies canviants de forma satisfactòria.
9. Les marxes: Descriu les diferents situacions en les quals un exèrcit pot trobar-se en moure's cap a nous territoris i com respondre a aquestes situacions. Gran part d'aquesta secció se centra a avaluar les intencions dels altres.
10. El terreny: Explica les tres àrees generals de resistència (distància, perills i barreres) i els sis tipus de posicions que en resulten. Cadascuna de les sis posicions tenen avantatges i desavantatges.
11. Les nou classes de terreny: Descriu les nou situacions (o etapes) en una campanya, de dispersió a mortal, i l'aproximació que un comandant pot necessitar per afrontar-les.
12. L'atac amb foc: Explica l'ús general d'armes i com utilitzar l'entorn com si fos una arma. Aquesta secció examina els cinc objectius per atacar i els cinc tipus d'atacs ambientals i les respostes apropiades a aquests atacs.
13. Sobre l'ús d'espies: Se centra en la importància de desenvolupar bones fonts d'informació i especifica els cinc tipus de fonts d'intel·ligència i com gestionar-les.

## Aplicacions
En diversos països de l'est asiàtic, l'Art de la Guerra ha estat considerat part del pla d'estudis per a potencials candidats per exàmens del servei militar. Hi ha diverses traduccions disponibles a diferents idiomes asiàtics.

### Aplicacions militars
Durant l'era Sengoku al Japó, es digué que un dàimio anomenat Takeda Shingen (1521-1573) s'havia convertit en gairebé invulnerable a totes les batalles sense utilitzar armes de foc gràcies als seus coneixements de l'Art de la Guerra. El llibre fins i tot li donava la inspiració per a la seva famosa batalla "Fūrinkazan" (Vent, Bosc, Foc i Muntanya), que significava ràpid com el vent, silenciós com el bosc, ferotge com el foc i inamovible com la muntanya.
El traductor Samuel B. Griffith afegí un capítol anomenat Sunzi i Mao Tse-tung on se cita el llibre com una influència per Mao a les seves obres Sobre la Guerra de Guerrilles, Sobre la Guerra Prolongada i Problemes Estratègics de la Guerra Revolucionària de la Xina i inclou la cita de Mao: "No hem de menysprear les dites del llibre de Sun Wu Tzu, el gran expert militar de la Xina antiga. Coneix el teu enemic i coneix-te a tu mateix i podràs lluitar mil batalles sense perdre.".
Es diu que durant la Guerra del Vietnam, alguns oficials del Vietcong estudiaven el llibre i podien recitar-ne passatges de memòria.
El general Vo Nguyen Giap utilitzà tàctiques descrites en l'Art de la Guerra a la batalla de Dien Bien Phu, acabant amb la major part de la dominació colonial francesa i que condueix als acords que particionen Vietnam al Nord i al Sud. General Vo, més tard, va ser el principal comandant militar del PVA a la Guerra del Vietnam, va ser un àvid estudiant i practicant de les idees de Sun Tzu. La derrota dels Estats Units al Vietnam, més que qualsevol altre esdeveniment, va portar Sun Tzu a tenir l'atenció dels líders de la teoria militar nord-americana. És encara avui en dia un llibre de referència per aquest exèrcit, on es recomana que les diferents unitats en tinguin un exemplar per a ser consultat i és un document freqüent de treball. És, a més, lectura recomanada a tot el personal militar d'intel·ligència i obligatòria pels oficials de la CIA.
El mariscal de camp Mannerheim i el general Aksel Airo, ambdós finlandesos, eren àvids lectors de l'Art de la Guerra. Tots dos en llegiren la traducció francesa i es diu que Airo en guardava sempre una còpia a la tauleta de nit del quarter.
Segons alguns autors, l'estratègia de desinformació de L'art de la guerra va ser estudiada i àmpliament utilitzada pel KGB: forçaré l'enemic a prendre la nostra força per debilitat i la nostra debilitat per força i, per tant, la seva força es tornarà en debilitat. El llibre és àmpliament citat pels oficials del KGB a càrrec de les operacions de desinformació a la novel·la de Vladimir Volkoff Le Montage.

### Aplicacions no militars
L'art de la guerra s'ha aplicat a molts camps fora de l'entorn militar. Gran part del text tracta sobre com lliurar guerres sense haver d'iniciar una batalla: dona consells sobre com ser més astut que l'oponent perquè la batalla física no sigui necessària. Com a tal, ha trobat aplicació com una guia d'entrenament per a moltes iniciatives competitives que no impliquin combat real.
S'han escrit llibres per a negocis que apliquen els seus consells en política laboral i estratègia corporativa. Moltes empreses japoneses han convertit el llibre en una lectura obligatòria per als seus executius més importants. El llibre també és molt popular entre la gestió empresarial occidental, que ha buscat en ell inspiració i consells sobre com tenir èxit en situacions de competitivitat en els negocis. També s'ha aplicat al camp de l'educació.
L'art de la guerra ha estat també el tema principal de llibres sobre dret i articles jurídics sobre processos judicials, incloent-hi tàctiques de negociació i de comportament en judicis.
L'art de la guerra també s'ha aplicat en el món de l'esport. L'entrenador de la NFL Bill Belichick és conegut per haver llegit el llibre i utilitzat els seus ensenyaments per obtenir informació en la preparació anterior als partits. També és conegut que els entrenadors de cricket australià i els seleccionadors brasilers Luiz Felipe Scolari i Carlos Alberto Parreira han adoptat el text en la seva feina. Scolari va donar nocions de l'obra als seus jugadors durant el Mundial del Brasil del 2002, que varen guanyar.

## Autenticitat

### Punt de vista tradicionalista
Els experts tradicionalistes atribueixen aquest llibre a l'històric Sun Wu, qui surt esmentat tant als Registres del Gran Historiador com als Annals de Primavera i Tardor per haver estat actiu a Wu cap a finals del segle vi aC, a partir del 512 aC. La interpretació tradicional considera que el text hauria de datar, per tant, d'aquest període, i hauria de reflectir directament la tàctica i estratègies utilitzades i creades per Sun Wu. L'enfocament dels tradicionalistes assumeix que només les revisions de menor importància poden haver tingut lloc poc després de la mort de Sun Wu, al segle v aC, i el cos dels seus escrits han necessitat ser compilats per tal de formar el text complet i modern.
El suport textual del punt de vista dels tradicionalistes, és que uns quants dels més antics dels Set clàssics militars comparteixen un mateix focus en conceptes literaris específics (com les classificacions del terreny), que els estudiosos tradicionalistes assumeixen que varen ser creats per Sunzi. L'Art de la guerra també té en comú amb altres '"clàssics militars" unes quantes frases senceres, implicant que d'altres textos utilitzaven l'Art de la guerra, i/o que aquest text havia fet servir d'altres textos anteriors. Segons els estudiosos tradicionalistes, el fet que L'Art de la guerra fos el text militar més àmpliament reproduït i difós del Període dels Regnes Combatents, indica que qualsevol préstec entre textos militars deu haver estat exclusivament de L'Art de la guerra cap a uns altres textos i no l'inrevés. (Els textos clàssics que més similarment reflecteixen els termes de Sunzi i fraseologia són el Wei Liaozi i l'Art de la Guerra de Sun Bit).

### Crítica posterior
Els escèptics de la visió tradicionalista dins de la Xina han abundat com a mínim des d'ençà el temps de la Dinastia Song. Alguns, seguint Du Mu, acusaven el primer comentarista de L'Art de la Guerra, Cao Cao, d'acarnissar-se amb el text. Les crítiques a Cao Cao es basaven en el Llibre de Han notació bibliogràfica d'un treball compost de vuitanta-dues seccions que s'atribuïa a Sunzi. La descripció d'un llibre de Sunzi compost per vuitanta-dues seccions contrasta amb la descripció de L'Art de la Guerra que fan els Registres del Gran Historiador on es diu que tenia tretze seccions (el nombre actual). Altres dubtaven de l'existència històrica de Sunzi, i/o afirmaven que el treball havia estat una falsificació posterior. Moltes de les condemnes històriques dins de la Xina de L'Art de la Guerra han estat a causa del seu enfocament realista de la guerra: advocava per fer servir espies i enganys. Advocar per mètodes deshonestos contradeia els valors del confucianisme, fent-lo un objectiu de la literatura Confuciana durant la història xinesa posterior. Segons els estudiosos confucians posteriors, l'existència històrica de Sun Tzu va ser la conseqüència d'una invenció tardana, indigne de consideració, excepte per ésser moralment reprovable.
Si el text modern de L'art de la guerra reflecteix interpretacions contrastants del valor de la cavalleria en la guerra, l'existència d'aquestes diferències d'interpretació dona suport a la teoria que la base de L'art de la guerra s'ha creat per una figura (és a dir, el Sun Tzu històric), que va existir en un moment en què la cavalleria es valora més (és a dir, el període de Primavera i Tardor), i que el text va ser modificat pels seus seguidors per reflectir les realitats de la guerra, en un període clarament posterior, sense cavalleresca (és a dir, el període dels Regnes Combatents).

### Descobriments arqueològics moderns
La descoberta el 1972 d'una còpia quasi completa de L'Art de la Guerra de la dinastia Han (206 aC -220) dins una tomba, que és gairebé completament idèntica a edicions modernes, demostra decisivament que l'obra havia aconseguit el seu format actual com a mínim a començaments de la dinastia Han, i els descobriments de còpies menys completes datades anteriorment confirmen el fet que existia amb una forma aproximadament a l'actual com a mínim al període mitjà i final dels Regnes Combatents. Per proves arqueològiques queda demostrat que L'Art de la Guerra existia en la seva forma actual a començament de la dinastia Han, així el registre del treball de la dinastia Han de vuitanta-dues seccions atribuïdes a Sunzi ha estat assumit pels historiadors moderns com un error o un treball perdut que combinava l'existent Art de la Guerra amb material biogràfic i dialèctic. Alguns erudits moderns suggereixen que L'Art de la Guerra ha d'haver existit en tretze seccions abans que Sunzi contactés amb el rei de Wu, ja que el rei esmenta el nombre tretze a la descripció de la seva reunió als Registres del Gran Historiador.

### Punts de vista alternatius del seu origen
Alguns historiadors moderns impugnen la interpretació tradicionalista de la història del text. Fins i tot si es té en compte la possibilitat de revisions posteriors, la interpretació tradicionalista que Sun Tzu va crear L'art de la guerra ell mateix (ex nihilo), i que tots els altres estudiosos militars han d'haver copiat i prestat d'ell, fa cas omís de la possibilitat que hi hagués una tradició formal o literària prèvia dels estudis tàctics, malgrat l'existència històrica de més de 2.000 anys de guerra xinesa i el desenvolupament tàctic que va tenir la guerra a la Xina abans de l'any 500 abans de Crist. Com que és poc probable que Sun Tzu creés el cos sencer dels estudis tàctics de la Xina, "els conceptes bàsics i les vies comunes semblen argumentar a favor d'una tradició militar global i una experiència en constant evolució, en comptes de la creació ex nihilo.
Una alternativa a la teoria dels tradicionalistes afirma que L'art de la guerra va assolir la seva forma actual durant el període mitjà i final dels Regnes Combatents (del segle IV al III aC), segles després de la mort de l'històric Sun Tzu. Aquesta interpretació es basa en les diferències entre les tàctiques de L'art de la guerra i les condicions històriques de la guerra a la fi del període de Primavera i Tardor (finals del segle VI aC). Exemples de guerra descrits en L'art de la guerra que no van passar fins al període dels Regnes Combatents inclouen:
- La mobilització de mil carros i 100.000 soldats per a una sola batalla.
- Setges prolongats (les ciutats eren petites, feblement fortificades, centres econòmics i estratègicament poc importants en el període de Primavera i Tardor).
- L'existència d'oficials militars com una clara subclasse de la noblesa.
- La delegació dels governants del seu dret de comandar exèrcits a aquests oficials.
- L'ús avançat i detallat d'espies i tàctiques poc ortodoxes (mai va destacar en el període de Primavera i Tardor)
- L'ampli èmfasi en la velocitat de la infanteria i la mobilitat, en comptes de la guerra amb carros.

A causa del fet que les condicions i les tàctiques defensades en L'art de la guerra són històricament anacròniques a l'època del Sunzi històric, és possible que L'art de la guerra fou creat de mitjans a finals del període dels Regnes Combatents.
La interpretació que hi ha entre la tradicionalista que Sun Tzu va ser l'únic creador de L'art de la guerra al Període de Primavera i Tardor, i el punt de vista oposat, que L'art de la guerra va ser creat a mitjans i finals del Període dels Regnes Combatents, segles després de la mort de Sun Tzu, suggereix que el nucli del text va ser creat per Sun Tzu i va ser sotmès a un període de revisió abans d'arribar més o menys la seva forma actual dins després d'un segle de la mort de Sun Tzu (en l'última meitat del segle v aC).
| « | Sembla probable que va existir la figura històrica (de Sun Tzu), i que no només va servir com a estrateg i, possiblement, com a general, però també que va compondre el nucli del llibre que porta el seu nom. A partir de llavors els ensenyaments essencials van ser probablement transmesos dins de la família o una escola propera de deixebles, sent millorat i revisat amb el pas de les dècades, mentre que a poc a poc guanyà major difusió. | » |

L'opinió que L'art de la guerra aconseguí més o menys la seva forma actual a finals del segle v aC es recolza en la recuperació dels antics fragments existents de L'art de la guerra i per l'anàlisi de la prosa de L'art de la guerra, que és similar a altres textos que daten, definitivament, a finals del segle v aC (per exemple el Mozi), però diferent ja sigui abans (és a dir, Les Analectes) o posterior (per exemple, el Xunzi) a la literatura d'aproximadament el mateix període. Aquesta teoria explica tant el registre històric atribuint L'art de la guerra a Sun Tzu com la descripció de les tàctiques anacròniques a l'època de Sun Tzu a L'art de la guerra.

## Anotacions

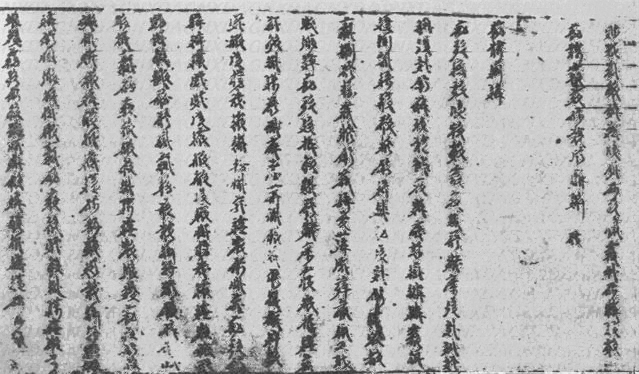
Una part de L'Art de la Guerra en un escrit Tangut

Abans del descobriment pels arqueòlegs de la versió en rotlle de bambú l'abril de 1972, una versió comunament citada de L'Art de la Guerra eren les Anotacions de les Estratègies de Sun Tzu de Cao Cao, el fundador del regne de Wei. En el prefaci, escrivia que les anotacions prèvies no se centraven en les idees essencials. Altres anotacions esmentades als llibres d'història oficials inclouen l'Estratègia Militar de Sun Tzu de Shen You (176-204), la Còpia de l'Estratègia Militar de Sun Tzu de Jia Xu, l'Estratègia Militar de Sun Tzu de Cao Cao i Wang Ling.
El Llibre de Sui va documentar set llibres als quals es posa el nom de Sunzi. Una anotació de Du Mu també inclou l'anotació de Cao Cao. L'Art de la Guerra de Li Jing es diu que va ser una revisió de les estratègies del Mestre Sun. Les anotacions de rCao Cao, Du Mu i Li Quan es traduïren a la llengua tangut abans del 1040. Un llibre anomenat Deu Escoles de L'Art d'Anotacions de Guerra va ser publicat abans de 1161.
Després de la invenció de la impremta L'Art de la Guerra (amb les anotacions de Cao Cao) va ser publicat en un llibre de text militar junt amb altres sis llibres d'estratègia, col·lectivament coneguts com Els Set Clàssics Militars (武經七書 / 武经七书).
Com a llibres de text militars de lectura obligatòria des de la Dinastia Song, Els Set Clàssics Militars havien tingut moltes anotacions. Avui en dia existeixen més de 30 versions diferents d'aquests llibres amb anotacions.
Les dues versions xineses tradicionals més comunes de l'Art de Guerra (el Focus d'Especialista Complet i la Bíblia Militar) foren les fonts per a la primera traducció a llengua anglesa i altres. No va ser fins als anys 1970 que aquests treballs es compilarien, amb més descobertes arqueològiques recents, en una versió més completa única a Taipei, Taiwan. El treball que resulta es coneix com la Versió Completa de l'Art de la Guerra de Sun Tzu.

## Traducció
La primera traducció del llibre a una llengua europea fou feta pel jesuïta Jean Joseph Marie Amiot l'any 1772, que el traduí al francès. La llegenda diu que Napoleó utilitzà aquesta traducció a les seves campanyes.
Una traducció parcial a l'anglès va ser intentada per l'oficial britànic Everard Ferguson Calthrop el 1905. Calthrop, que vivia al Japó, va fer aquesta traducció parcial del japonès a l'anglès i el va publicar a Tòquio. La primera traducció anglesa completa va ser feta per Lionel Giles i publicada el 1910.
Existeixen diverses traduccions modernes de L’Art de la Guerra al català, les més recents de les quals són les publicades per Edicions de l’Abadia de Montserrat (2019, traducció del xinès al català per Seán Golden i Marisa Presas) i per José J. de Olañeta (2019, traducció de la versió francesa d’Amiot del s.XVIII al català per Esteve Serra).

## Als mitjans
- L'any 2008, el grup musical català Eina (exInadaptats) va treure al mercat un llibre/cd sobre els textos de l'Art de la guerra.[23]
- Ha estat publicada en forma de còmic l'any 2010 per Smarter Comics.[24]
- L'any 1996 es va publicar una sèrie de 13 capítols basada en la vida de Sunzi titulada Sun Wu.[25]
- L'any 2008 el productor Zhang Jizhong va adaptar la biografia de sunzi en un drama de 40 episodis titulat Bing Sheng.[26]
- L'any 2009, el canal History Channel va crear un documental explorant els continguts del llibre i com s'han aplicat al llarg de la història.